# Zieleńce (Bisztynek)
Zieleńce (deutsch Grünhof) war ein Ort in der polnischen Woiwodschaft Ermland-Masuren. Seine Ortsstelle liegt im Bereich der Gmina Bisztynek (Stadt- und Landgemeinde Bischofstein) im Powiat Bartoszycki (Kreis Bartenstein).

## Geographische Lage
Die Ortsstelle von Zieleńce liegt im Westen des Westring-Kanals in der nördlichen Mitte der Woiwodschaft Ermland-Masuren, neun Kilometer nordwestlich der früheren Kreisstadt Rößel (polnisch Reszel) bzw. 21 Kilometer südöstlich der heutigen Kreismetropole Bartoszyce (deutsch Bartenstein).

## Geschichte
Der bis 1945 Grünhof genannte kleine Gutsort wurde im Jahre 1811 unter dem Namen Grünhöfchen als Abbau gegründet. Im Jahre 1820 wurden für das köllmische Gut zwei Feuerstellen bei 19 Einwohnern gemeldet.
Im Jahre 1874 wurde der Gutsbezirk Grünhof in den neugebildeten Amtsbezirk Sturmhübel (polnisch Grzęda) im ostpreußischen Kreis Rößel eingegliedert. In den Jahren 1878 bis 1909 stellten die Gutsbesitzer auf Grünhof sechs Mal den Amtsvorsteher.
Der kleine Ort Grünhof mit seinen 26 Einwohnern im Jahre 1885 wurde noch vor 1900 nach Sturmhübel eingemeindet. Im Jahre 1905 zählte Grünhof als dortiger Wohnplatz immerhin 33 Einwohner.
In Kriegsfolge kam 1945 das gesamte südliche Ostpreußen zu Polen. In diesem Zusammenhang erhielt Grünhof die polnische Namensform „Zieleńce“, wurde aber wohl nur noch vorübergehend besiedelt. Heute findet der Ort keine Erwähnung mehr und gilt als untergegangen. Seine Ortsstelle liegt im Gemeindebereich von Bisztynek (Bischofstein) im Powiat Bartoszycki (Kreis Bartenstein) und ist nicht mehr kenntlich.

## Kirche
Bis 1945 war Grünhof in die evangelische Kirche Bischofstein in der Kirchenprovinz Ostpreußen der Kirche der Altpreußischen Union, außerdem in die römisch-katholische Kirche Sturmhübel im damaligen Bistum Ermland eingepfarrt.